# Dufton
Dufton är en by (village) och en civil parish i Cumbria i nordvästra England. Orten har 169 invånare (2001). Den har en kyrka.